# Hàn Cảnh hầu
Hàn Cảnh hầu (chữ Hán: 韩景侯, trị vì: 408 TCN - 400 TCN), là vị vua đầu tiên của nước Hàn - chư hầu nhà Chu thời Chiến Quốc trong lịch sử Trung Quốc.

## Thân thế
Ông tên thật là Hàn Kiền (韓虔), con của Hàn Khải Chương (Hàn Vũ tử). Năm 409 TCN, Hàn Khải Chương mất, Hàn Kiền lên tập tước.

## Được phong chư hầu
Họ Hàn nối đời làm Thượng khanh của nước Tấn đã nhiều năm, thế lực ngày một lớn, từ khi Hàn, Nguỵ, Triệu diệt họ Trí, thì thế lực của ba nhà càng lớn, vua Tấn chỉ còn trên danh nghĩa.
Hàn Kiền từ tập đã mở những cuộc tấn công vào các chư hầu xung quanh để mở rộng thanh thế. Năm 408 TCN, Hàn Kiền đánh nước Trịnh, chiếm đất Ung Khâu. Năm sau, Trịnh Nhu công tấn công đất Hàn, đánh bại quân họ Hàn ở Phụ Thử.
Năm 403 TCN, Chu Uy Liệt Vương chính thức phong cho ba nhà Hàn, Nguỵ, Triệu lên làm chư hầu, nước Hàn thành lập từ đó.

## Qua đời
Năm 400 TCN, Trịnh Nhu công mang quân bao vây kinh đô nước Hàn là Dương Địch nhưng không hạ được.
Cùng năm, Hàn Cảnh hầu mất. Ông ở ngôi được 9 năm, chính thức làm chư hầu 4 năm (403 TCN-400 TCN). Con ông là Hàn Thủ lên nối ngôi, tức là Hàn Liệt hầu.